# 常設機構
常設機構（英文：Permanent Establishment，簡稱PE），指一國之企業從事全部或部分營業活動，於他國之固定營業場所。常設機構為國際稅法上，判定一當事國對於其境內之外商企業，是否具有營利事業所得稅之課稅管轄權之認定基礎。常設機構於經濟合作暨發展組織之規範中，以企業於某國擁有營業場所為認定核心，且營業場所需具有經濟實質上之營業性質。

## 認定標準

### 台灣規範
他方締約國之企業在台灣境內有符合以下各款規定之營業場所者，應認定為在台灣境內有常設機構：
1. 固定之場所，包括固定在土地上或維持在特定地區之房屋、設施或裝置等。他方締約國之企業透過自動化設備從事營業活動，且該設備由該企業經營及維護者，屬之。
2. 於該固定之場所持續營業達六個月以上，或未達六個月但定期於該固定之場所營業。
3. 該固定之場所受他方締約國之企業所支配或使用。

他方締約國之企業僅透過固定營業場所從事具有準備或輔助性質之營業活動者，不構成常設機構。